# Osvaldo Ángel Seggiaro

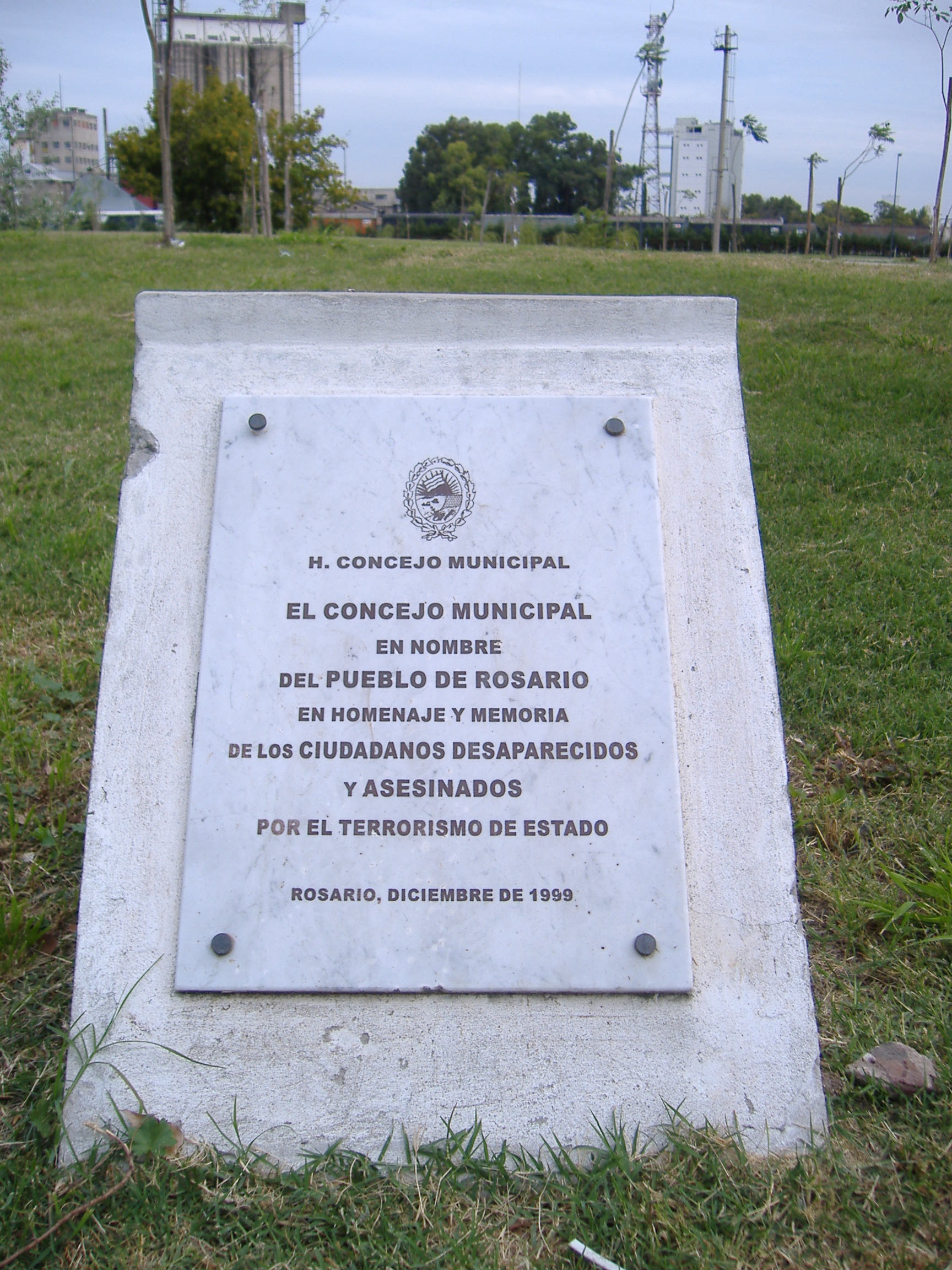
Recordatorio desaparecidos, Rosario.

Osvaldo Ángel Seggiaro Brito (26 de junio de 1945, Salta, secuestrado desaparecido en la ciudad de Santa Fe, 19 de enero de 1977) ingeniero civil,  militante del peronismo revolucionario, víctima de la última dictadura cívico militar de Argentina

## Breve reseña
Ingeniero Civil, egresado de la Universidad Nacional de Rosario. Trabajaba en Cornero Hnos. Profesor universitario y educador popular en villas de emergencia rosarinas. Militó en el Peronismo de Base, en Juventud Universitaria Peronista  y Montoneros.

## Secuestro y desaparición
Secuestrado desaparecido por la última dictadura cívico militar en la vía pública de la ciudad de Santa Fe el 19 de enero de 1977. Permanece desaparecido.

## Asamblea Permanente por los Derechos Humanos de Rosario
En 1979 su padre Ángel Seggiaro y otros allegados a víctimas de la represión fundaron la Asamblea Permanente por los Derechos Humanos en Rosario. Esta agrupación reproducía en dicha ciudad el ejemplo de las Madres de Plaza de Mayo.  Colaboró en el Diario La Idea, un órgano del Partido Demócrata Progresista y formó parte del Consejo Argentino por la Paz, orientado a la promoción de la paz y el no uso de las armas nucleares. Luchó contra el cierre de fábricas, la desocupación y en la defensa de la Escuela Pública. Repudió el "gatillo fácil" y la situación denigrante de los detenidos en los penales. Presentó ante las Naciones Unidas una denuncia por las violaciones a los derechos humanos, ocurridas en las trágicas jornadas del 19 y 20 de diciembre de 2001. Recibió, junto a la APDH al juez español de la Audiencia N.º 5 de Madrid, Baltazar Garzón Real, en el marco de la causa de los detenidos desaparecidos de la Argentina.

El Concejo Municipal de la ciudad lo declaró Ciudadano Distinguido. Falleció el 26 de noviembre de 2011 en Salta.

## Justicia
Por el caso de Osvaldo Ángel Seggiaro y otras víctimas de crímenes de lesa humanidad, que se trata ante la justicia federal de Santa Fe, se encuentran imputados cinco militares y catorce policías. Por razones de muerte o salud, solo 16 de esos 19 imputados enfrentarán los cargos en su contra.

## Documental
En septiembre de 1976 Amsafe Rosario presentó un documental sobre trabajadores de la educación desaparecidos que incluye además de Seggiaro, a Miguel Ángel Urusa Nicolau, Raúl Héctor García, María Susana Brocca, Ana María Gutiérrez, Nora Elma Larrosa, Luis Eduardo Lescano Jobet, Graciela Elina Teresa Lo Tufo Martínez y Elvira Estela Márquez Dreyer.